# チャーター・コミュニケーションズ
チャーター・コミュニケーションズ（英: Charter Communications, Inc., NASDAQ: CHTR）は、アメリカ合衆国でケーブルテレビや携帯電話のサービスを行う電気通信事業者。利用者には一般に「Spectrum」のブランド名で認知されている。コネチカット州・スタンフォードに本拠を置き、41の州でサービスが行われている。

## 沿革
1993年1月、ミズーリ州・セントルイスに本拠を持つケーブルテレビ事業者Cencom Cable Associates, Inc.の役員であった、Barry Babcock・Jerald Kent・Howard Woodの3名により設立された。翌年2月から周辺地域のケーブルテレビ事業者の買収に着手、カリフォルニア州のケーブルテレビ事業者を買収した1997年には、利用者が100万人を突破した。1998年、マイクロソフトの共同設立者の一人のポール・アレンが株式を買収し筆頭株主となり、自身の買収していたケーブルテレビ会社と合併させるなどの投資を行ったため、その後1年でチャーター・コミュニケーションズは10以上の企業買収を成し遂げ、1999年11月にNASDAQに上場した。
その後経営不振に陥り、2008年にはNASDAQから株式の規準不適格として警告を受けた。2009年2月、連邦倒産法第11章の適用を受け、経営再建手続きに入り、同年11月再建を完了、翌2010年9月、NASDAQへの株式再上場が行われた。
2012年9月以降、ポール・アレンは株式を徐々に手離し、2013年3月、ジョン・マローンの率いるリバティメディアが大株主となった。
2012年に本社をセントルイスからスタンフォードへ移転、2013年11月、提供サービスのブランド名を「Spectrum」と改称することを発表した。2014年1月、大手ケーブル事業者のタイム・ワーナー・ケーブルの買収が報じられ、当初タイム・ワーナー・ケーブル側は買収を拒否し、コムキャストとの合併へ動いたものの、翌2015年3月、同業大手ブライトハウス・ネットワークスの買収を決めたチャーター・コミュニケーションズとの合流に最終的に合意、2016年5月合併を完了した。